# Portea petropolitana
Portea petropolitana là một loài thực vật có hoa trong họ Bromeliaceae. Loài này được (Wawra) Mez miêu tả khoa học đầu tiên năm 1892.

## Hình ảnh

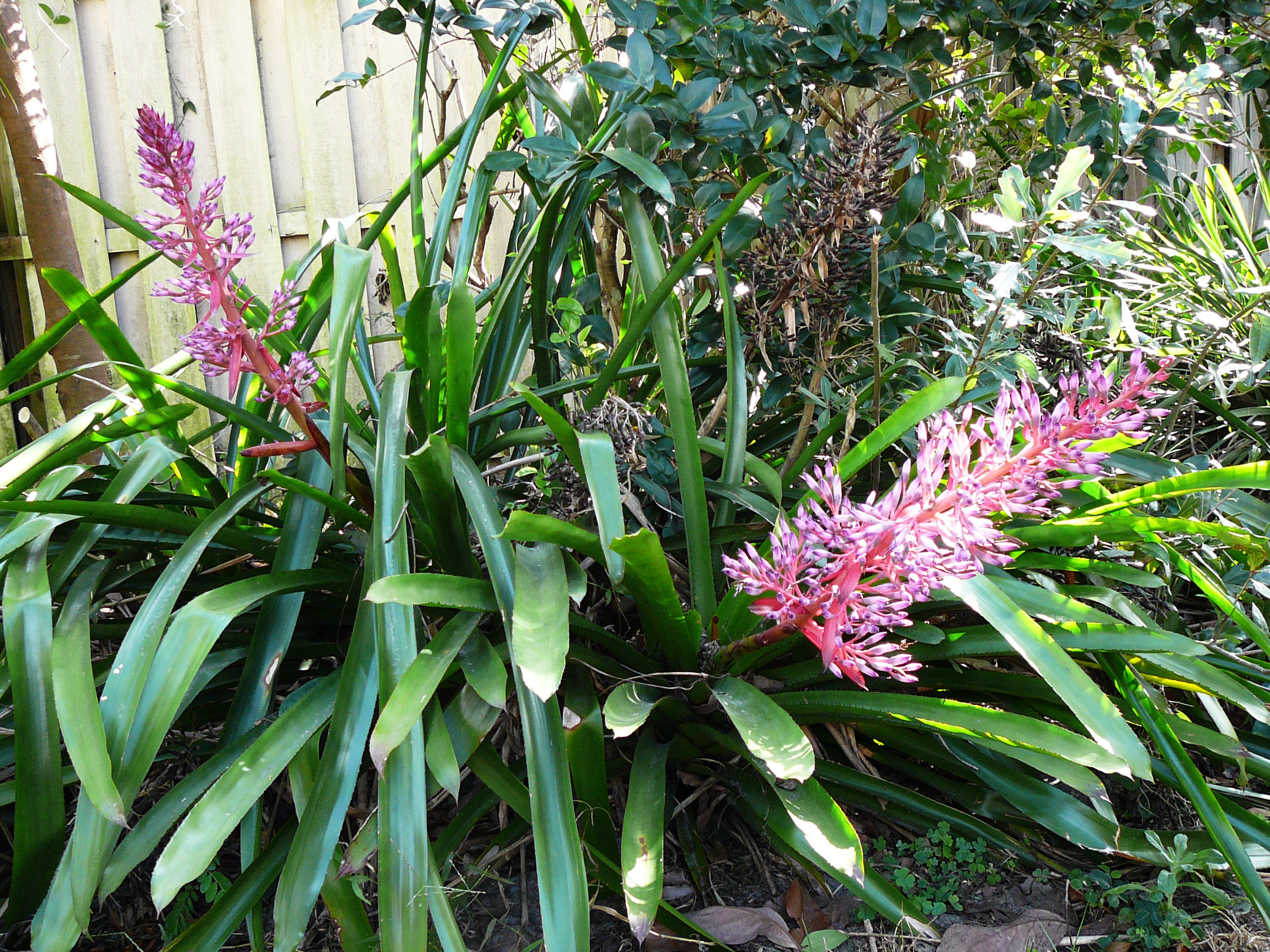
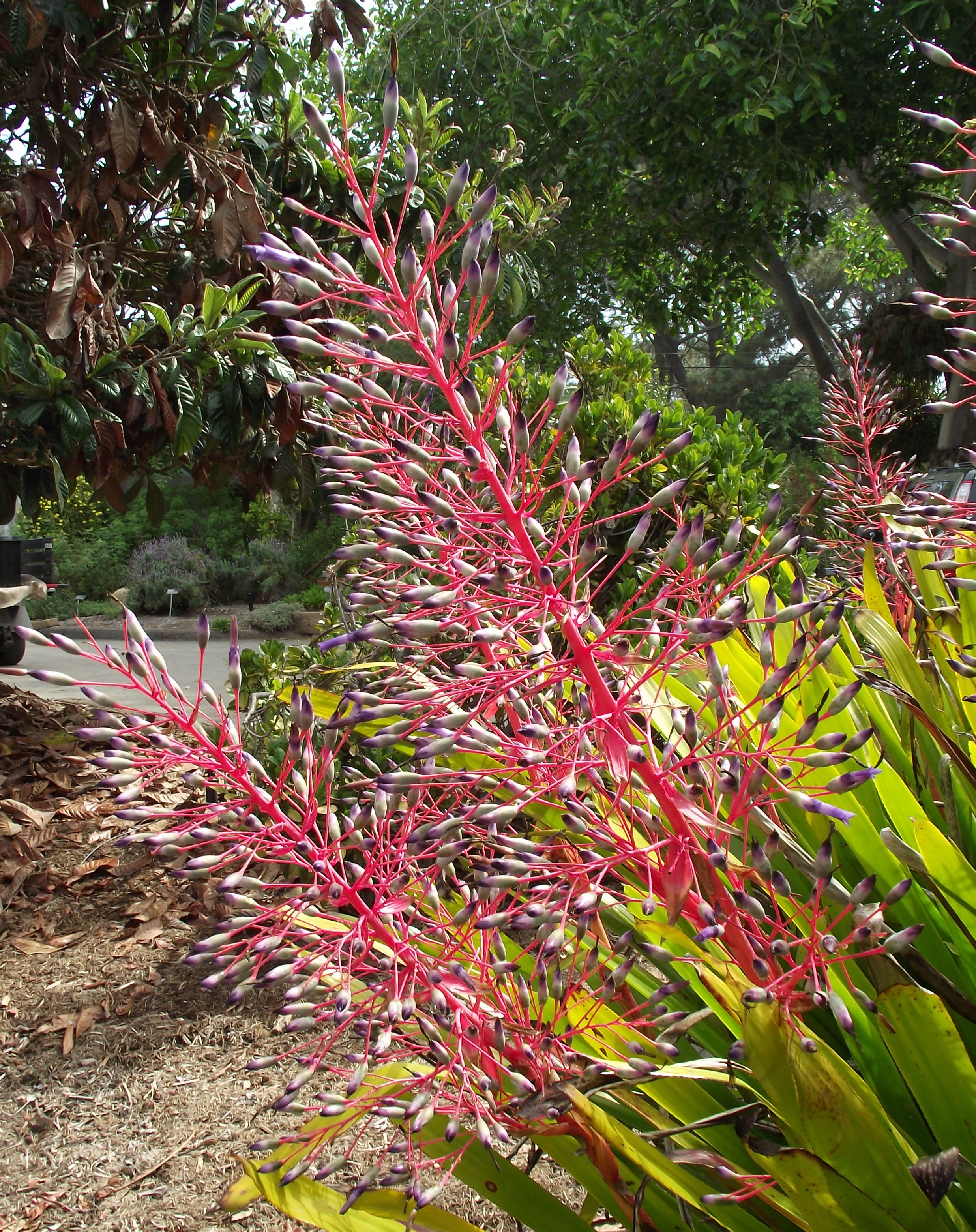
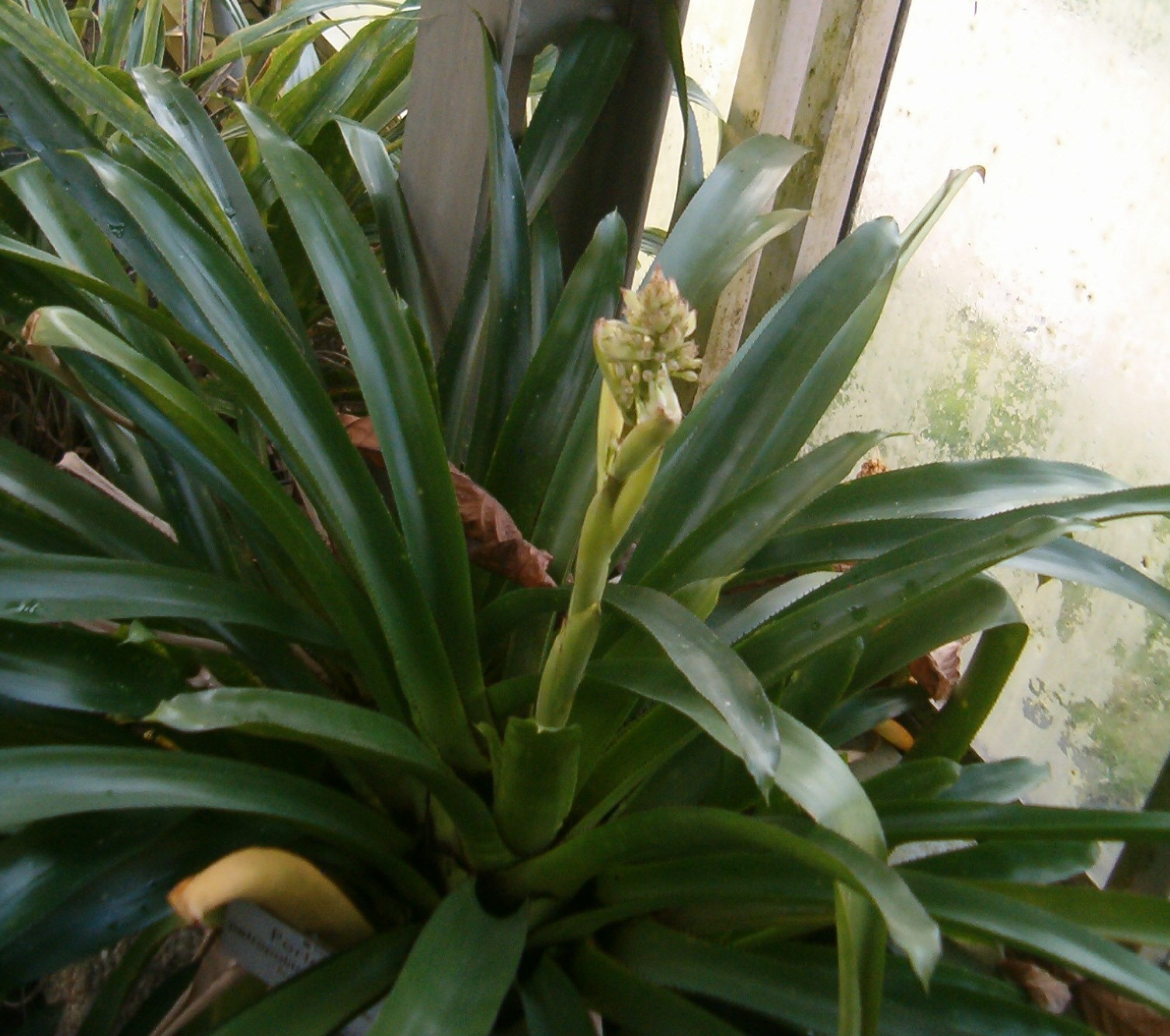